# Большая Мощаница
Больша́я Мощани́ца (бел. Вялікая Машчаніца) — агрогородок в составе Мощаницкого сельсовета Белыничского района Могилёвской области Республики Беларусь.
Расположена на правом берегу реки Ослик.

## Население
- 2010 год — 643 человека
- 2019 год — 715 человек.

## Достопримечательности
- Братская могила (1941—1944)

## Галерея

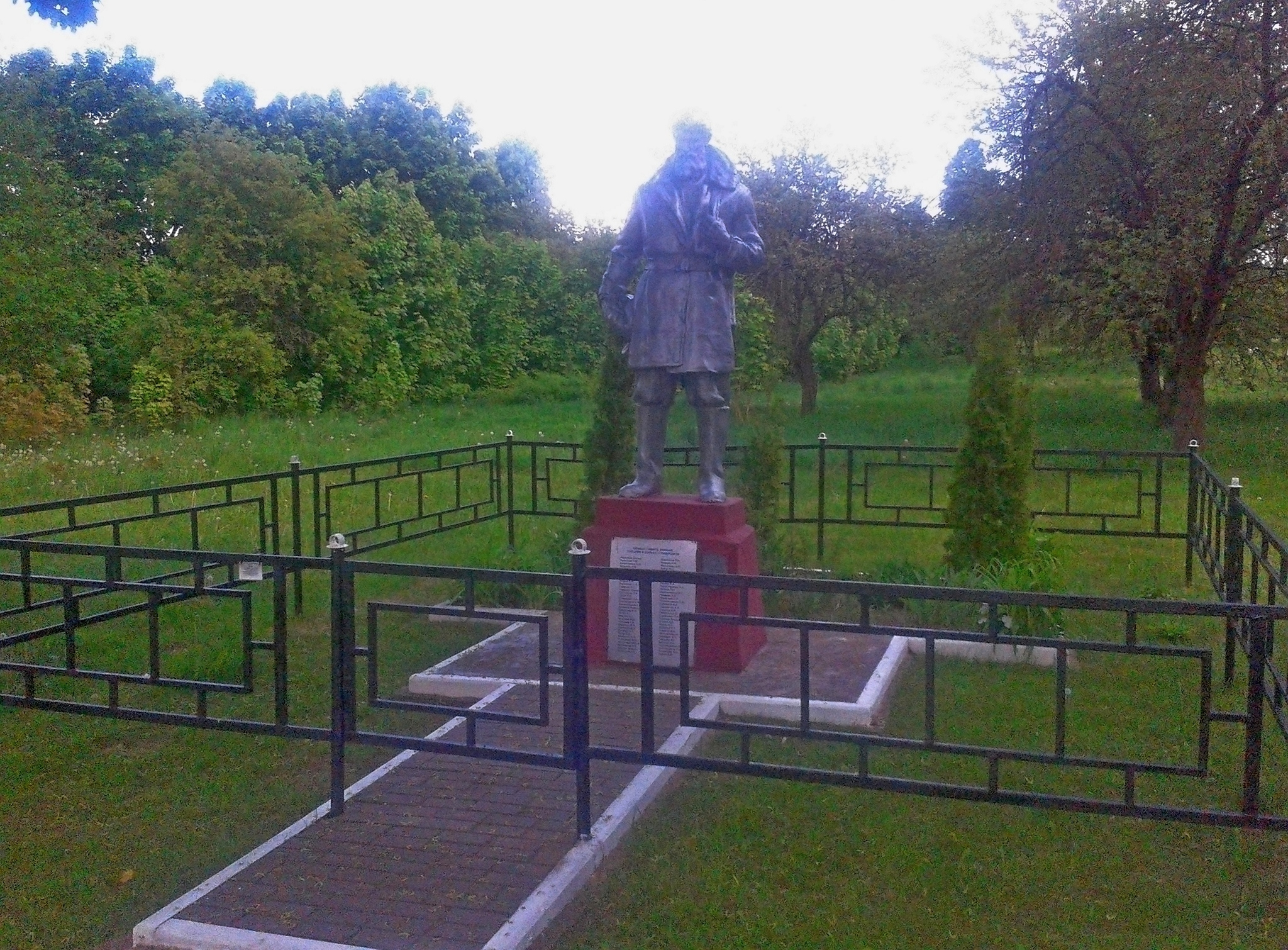
Братская могила
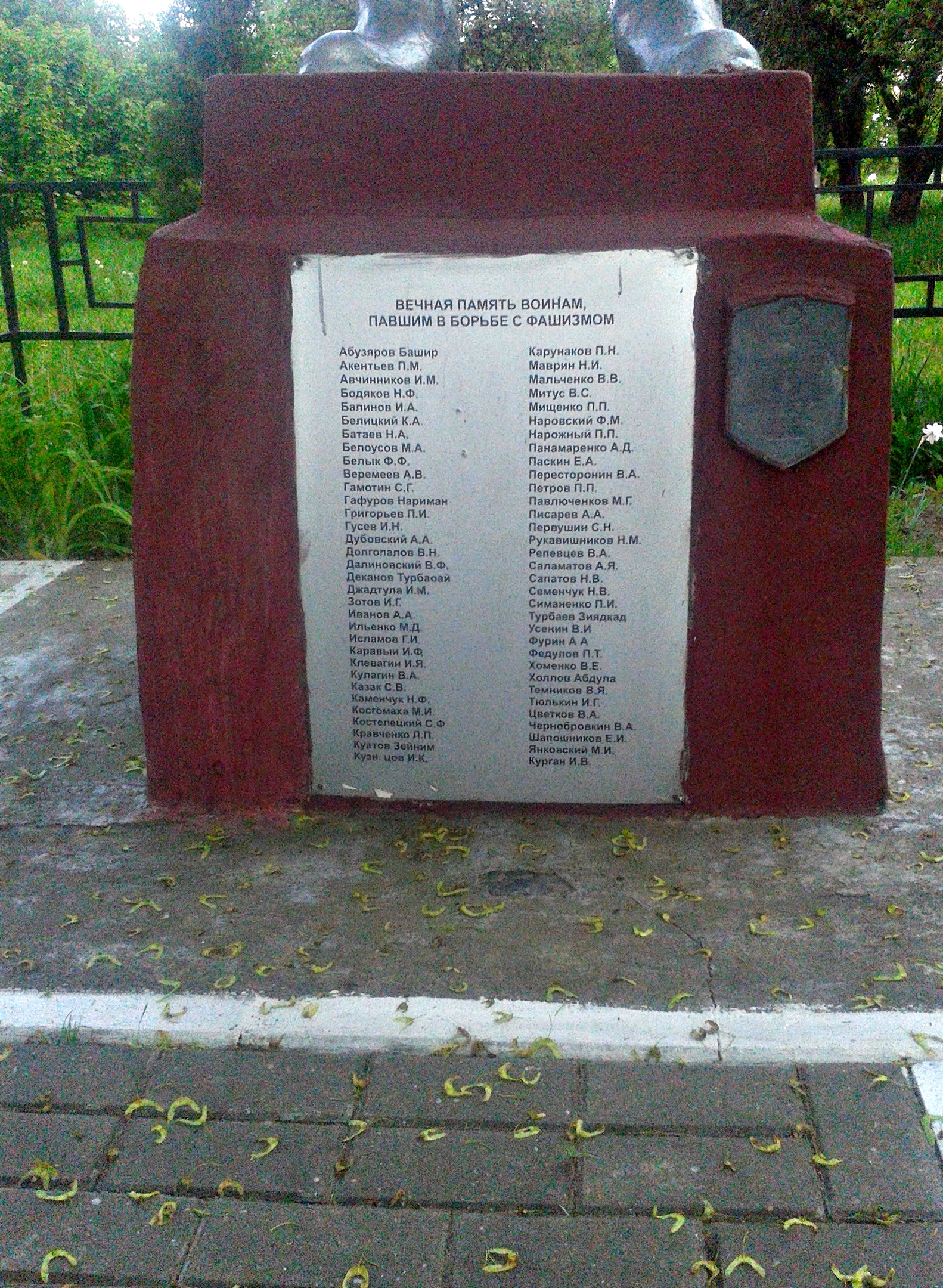
Постамент братской могилы
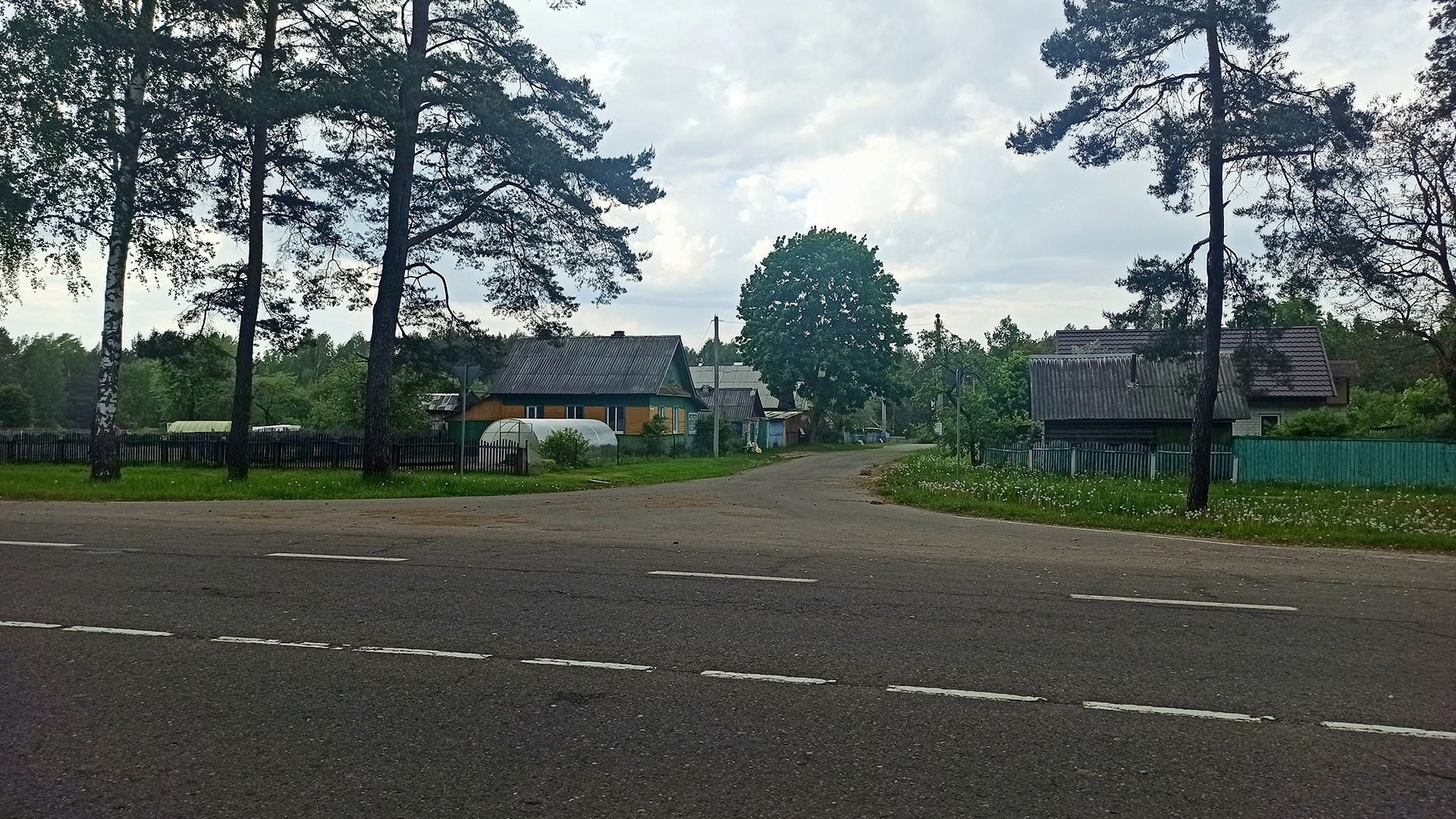
На въезде со стороны Белынич
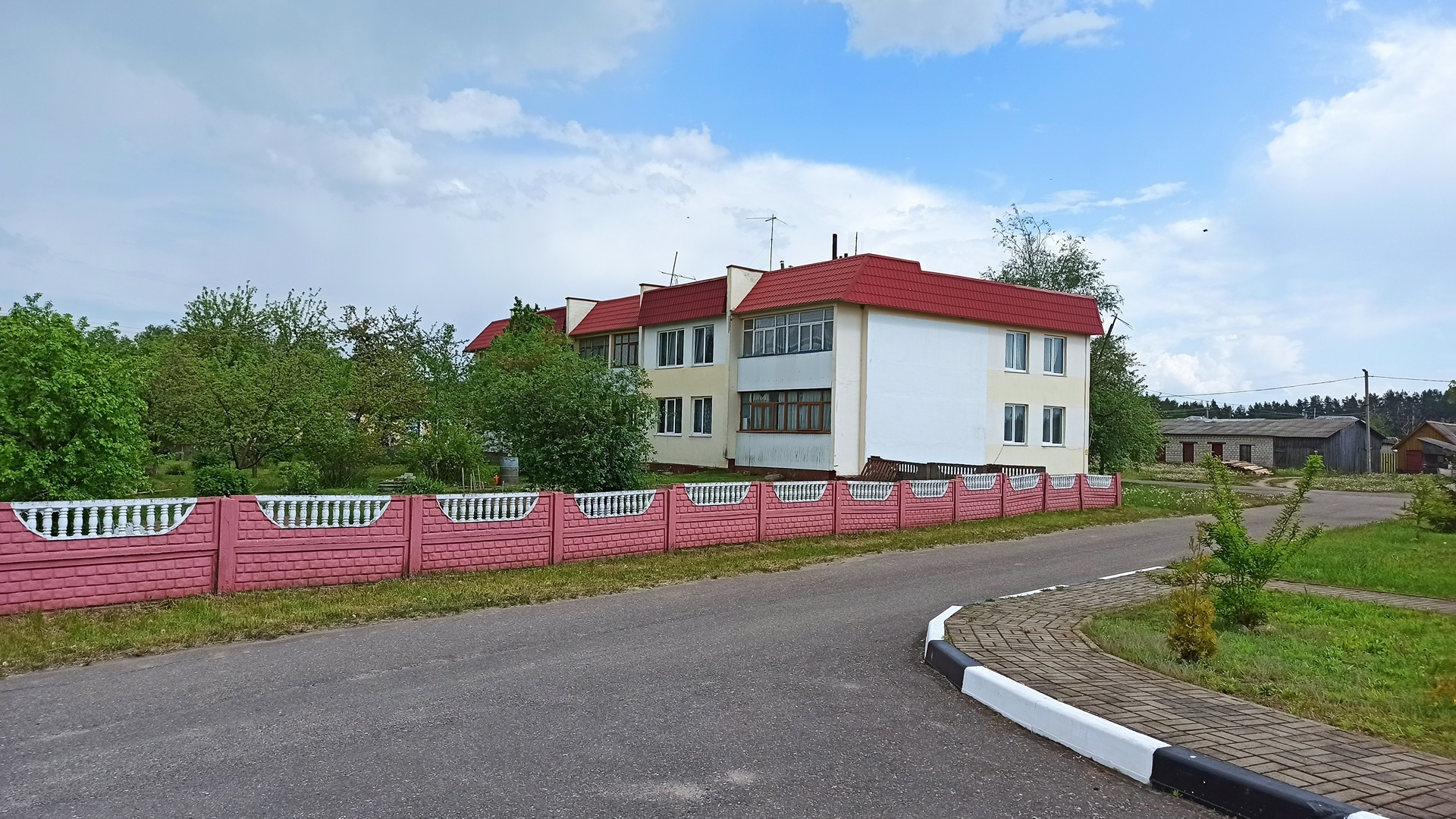
Улица Школьная
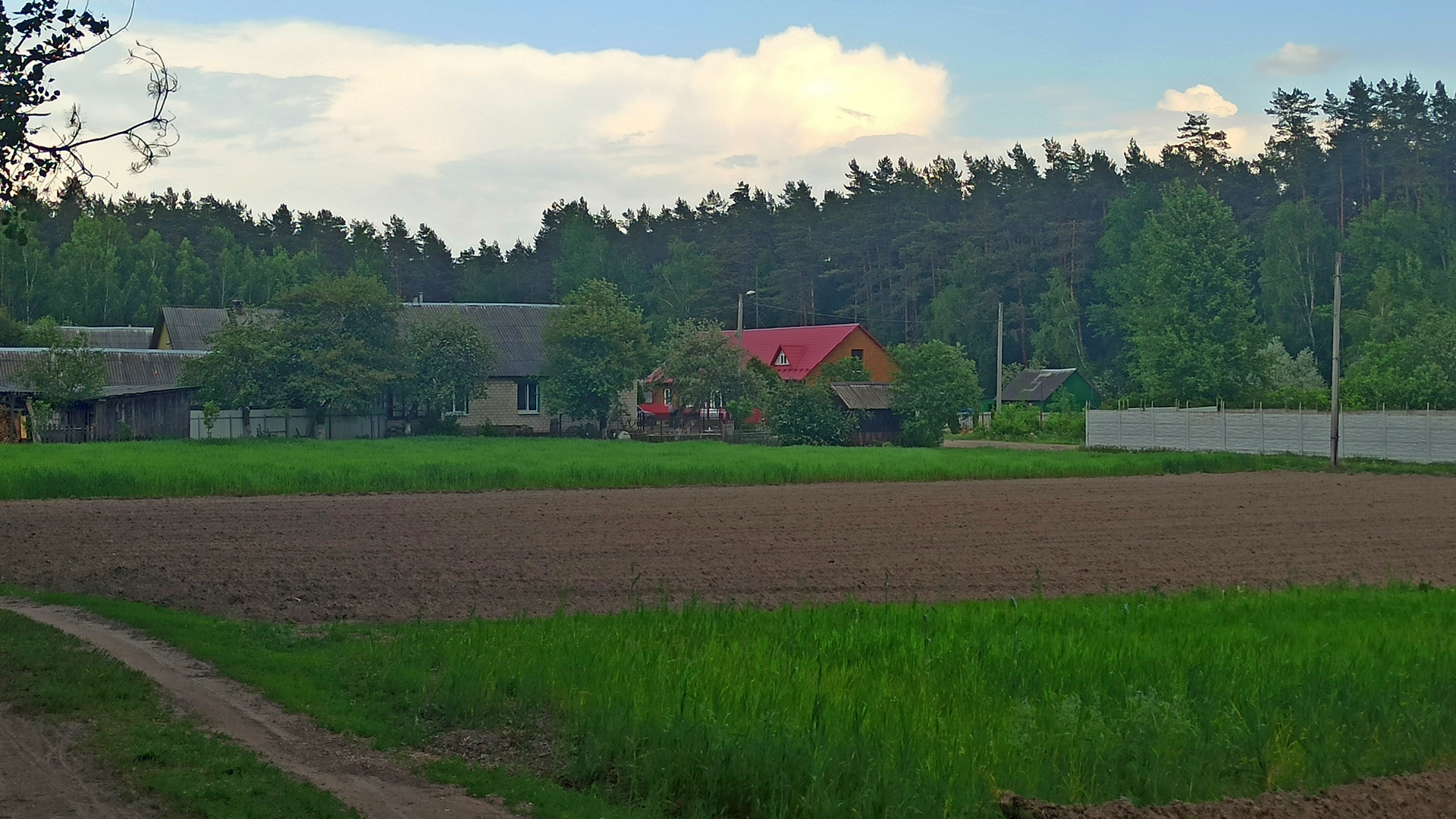